# Дивата котка (теленовела)
Дивата котка (на испански: Gata salvaje) е венесуелска теленовела състояща се от общо 252 епизода, която се излъчва в периода от 2002 до 2003 година.

## Актьорски състав
- Марлене Фавела (Marlene Favela) – Росаура Риос Оливарес „Дивата котка“
- Марио Симаро (Mario Cimarro) – Луис Марио Арисменди
- Каролина Техера (Carolina Tejera) – Ева Гранадос
- Ариел Лопес Падия (Ariel López Padilla) – Патрисио Ривера
- Марджори де Соуса (Marjorie de Sousa) – Камелия Валенте де Арисменди
- Мара Кроато (Mara Croatto) – Едуарда Арисменди
- Аура Кристина Гейтнер (Aura Cristina Geithner) – Марибела Товар
- Серхио Каталан (Sergio Catalán) – Габриел Валенсия
- Адамари Лопес (Adamari López) – Карина Риос Родригес
- Чарли Масо (Charlie Massó) – Родриго
- Ана Карина Касанова (Ana Karina Casanova) – Луисана Монтеро Арисменди / Сирена
- Франсес Ондивиела (Frances Ondiviela) – Мария Хулия Родригес
- Вивиана Жибели (Viviana Gibelli) – Жаклин Товар
- Освалдо Риос (Osvaldo Ríos) – Силвано Сантана Кастро
- Фернандо Карера (Fernando Carrera) – Рафаел Гранадос
- Хулио Алкасар (Julio Alcázar) – Анселмо Риос
- Лилиана Родригес (Liliana Rodríguez) – Франсиска „Панчита“ Лопес
- Ада Бехар (Hada Bejar) – Крус Оливарес
- Норма Зуньиха (Norma Zuñiga) – Каридад Монтес
- Марисела Буитраго (Marisela Buitrago) – Клаудия Оливарес
- Исабел Морено (Isabel Moreno) – Мерседес Саласар
- Баптиста Хуан Алфонсо Баптиста (Juan Alfonso Baptista) – Бруно Вилялта
- Сандро Финоглио (Sandro Finoglio) – Максимилиано „Макс“ Роблес Гранадос
- Исмаел Ла Роса (Ismael La Rosa) – Иван Риос Родригес
- Сандра Итцел (Sandra Itzel) – Майра „Майрита“ Риос Родригес
- Силвана Ариас (Silvana Arias) – Химена Арисменди
- Хулио Капоте (Julio Capote) – Самуел Техар
- Вирна Флорес (Virna Flores) – Минерва Паласиос
- Ана Лусия Домингес (Ana Lucía Domínguez) – Адриана Саласар
- Сесар Роман (César Román) – Иманол Ислас
- Йоли Домингес (Yoly Domínguez) – Валерия Монтемат
- Джесика Сересо (Jéssica Cerezo) – Силвия Гранадос
- Карлос Куерво (Carlos Cuervo) – Фернандо Ислас
- Анджи Русиан (Angie Russian) – Лаурита Монтемар
- Карлос Месбер (Carlos Mesber) – Карлос
- Кристина Дикман (Christina Dieckmann) – Естрея Марина Гутиерес
- Диана Кихано (Diana Quijano) – Соня
- Нелида Понсе (Nelida Ponce) – Фиделия
- Даяна Гарос (Dayana Garroz) – Уенди Торес
- Луиса Кастро (Luisa Castro) – Гриселда Ортис
- Родриго Видал (Rodrigo Vidal) – Гилермо Валенсия
- Агата Морацани (Agatha Morazzani) – Чарито Ландер
- Хосе Вал (José Val) – Абел Тапия
- Силвестре Рамос (Silvestre Ramos) – Хулио Алдама

## В България
В България теленовелата е излъчена през 2007 – 2008 г., първоначално по Диема, след което е преместена по Диема Фемили. Дублажът е на студио Медиа Линк. Ролите се озвучават от Венета Зюмбюлева, Ася Братанова, Лидия Ганева, Станислав Димитров и Петър Върбанов.